# Goran Magnus Sprengtporten
Conte Goran Magnus Frederick Waleran Sprengporten (Porvoo, 16 dicembre 1740 – San Pietroburgo, 13 ottobre 1819) è stato un politico finlandese al servizio dell'impero russo.

## Biografia
Nato a Porvoo (o Borgä) da una famiglia dell'alta nobiltà finlandese d'origine svedese, studiò alla Scuola Militare di Helsinki e partecipò alla guida di un piccolo battaglione svedese alla guerra dei sette anni, durante la quale venne nominato capitano.
Durante la rivoluzione svedese del 1772-1775, promossa da re Gustavo III per rovesciare il Parlamento, assistette il fratello Wilhelm Jacob Magnus Sprengporten durante la presa di Sveaborg e Helsinki, venendo nominato colonnello della brigata Savo.
Distintosi per il suo sangue freddo e per le sue qualità di amministratore, fu nominato Governatore di Finlandia e fondò nel 1780 l'Accademia Militare nella città di Koupio, trasferita l'anno successivo nel complesso di Haapaniemi, a Rantasalmi, ed infine, nel 1819, ad Hamina.
Tra il 1779 e il 1781 percorse l'Europa e visitò San Pietroburgo, mettendosi in contatto con alcuni esponenti della società segreta dell'Ordine di Walhalla, fondata da Johan Änders Jägerholm e Gustav Adolf Reutherholm, che mirava all'indipendenza della Finlandia con l'aiuto della Russia.
Successivamente fece anche parte della Cospirazione di Anjala, cui appartenevano tutti i membri dell'Ordine di Walhalla, compreso Gustav Mauritz Armfelt, che però venne sciolta dal duca Carlo di Sõdermanland, futuro Carlo XIII di Svezia e fratello del re.
Nel 1786 Sprengporten fece parte della Dieta di Turku, tramò contro il re e successivamente fu esiliato in Russia presso l'imperatrice Caterina II, entrando ufficialmente nell'esercito russo.
Nel 1788, allo scoppio della Guerra russo-svedese, ricevette il comando di un corpo di spedizione diretto contro la Finlandia svedese. Gravemente ferito nella battaglia di Porrassalmi, non diede prova di grande abilità e fu perfino posto sotto processo dall'Alta Corte di Turku per alto tradimento, perdendo anche i favori della regina Caterina. Decise quindi di lasciare temporaneamente la Russia e si trasferì nella città boema di Teplice, ove rimase per cinque anni, dal 1793 al 1798. Riabilitato dallo zar Paolo I, nel 1800 fu inviato a trattare con Napoleone Bonaparte, per conto della Russia, la sorte di Malta e lo scambio di prigionieri. Caduto nuovamente in disgrazia presso la corte russa alla morte dello zar Paolo I, venne richiamato come consigliere nel 1808, alla vigilia dello scontro con la Francia.
Nel 1809 fu confermato Governatore-Generale delle appena acquisite province finlandesi, ma dovette dimettersi l'anno successivo a causa dell'ostilità della popolazione nei suoi confronti.
Morì a San Pietroburgo il 13 ottobre 1819, ma venne inumato nel cimitero di Koupio, la cittadina ove lui aveva fondato l'Accademia militare tempo addietro.
È stata rinvenuta nei suoi diari un'intensa corrispondenza con il conte Franz De Paula Adam Norberth Wenzel Ludwig Valentin von Waldstein, il botanico Pál Kitaibel, conosciuti a Teplice, e con Giacomo Casanova.